# Pokłon pasterzy (obraz Andrei Mantegni)
Pokłon pasterzy (wł. Adorazione dei pastori) – obraz włoskiego malarza i grafika Andrei Mantegni.
Obraz powstał w Padwie, jako jedno z pierwszych dzieł Mantegni. Pomimo niewielkiego rozmiaru artysta umieścił na nim ogromną liczbę szczegółów, przedstawionych w sposób bardzo wyrazisty i czytelny dla widza.

## Opis i symbolika obrazu
Tematem obrazu jest motyw z urodzin Chrystusa pochodzący z Nowego Testamentu, z Ewangelii Łukasza (Mł.2,1-6). W centralnej części obrazu znajduje się klęcząca Matka Boża spoglądająca na Dziecię. Z jej czerwonej sukni i niebieskiego płaszcza emanuje złocisty blask odbijający się od otaczających ją cherubinów. Po jej lewej stronie spoczywa św. Józef, ubrany w udrapowany żółty płaszcz emanujący własnym światłem. Takie przedstawienie Józefa nie było nigdy wcześniej prezentowane. Święty oparty jest o drzewo pomarańczowe, częsty motyw dekoracyjny w późniejszych obrazach Mantegni. Pomarańcza była często utożsamiana z „drzewem dobra i zła” co kojarzono z grzechem pierworodnym lub ze zbawieniem człowieka. Całej scenie przygląda się byk, wyglądający z zagrody. Z płotu zwieszona jest dynia, która najczęściej symbolizowała zbawienie i zmartwychwstanie.
Po prawej stronie znajdują się dwaj pasterze, przedstawieni w zniszczonych ubraniach, bosych i o zgarbionych sylwetkach. Ich wygląd kontrastuje z powagą świętej rodziny. Mantegna z dużą szczegółowością przedstawił twarze wieśniaków. Pierwszy pasterz pokryty jest zmarszczkami, brakuje mu uzębienia a głowę pokrywają źle przystrzyżone włosy przypominające mech. Drugi wieśniak ma włosy bardzo rzadkie, a na jego skroni widoczne są dwie nabrzmiałe żyły. Za nimi drogą idzie para wieśniaków niosących koszyk z jajkami. Kobieta ubrana jest w niebieską szatę, z uwypukloną grą świateł.
W tle znajduje się wiele postaci oddających się codziennym czynnościom, można m.in. zauważyć kobietę zajętą przędzeniem, drób chodzący wokół niej czy pasterza owiec i jego trzodę. W górnej części obrazu widoczna jest meandrująca rzeka ciągnąca się do miasta z wieżami, prawdopodobnie Betlejem. Przy jej brzegu stoi samotnie wierzba, symbol żałoby i boskiej ofiary.